# Bathysauropsis gracilis
Bathysauropsis gracilis är en fiskart som först beskrevs av Günther, 1878.  Bathysauropsis gracilis ingår i släktet Bathysauropsis och familjen Bathysauropsidae. Inga underarter finns listade.